# Вафельгем, Луи ван
Луи ван Вафельгем (нидерл. Louis van Waefelghem; 13 января 1840, Брюгге — 19 июня 1908, Париж) — бельгийский альтист и исполнитель на виоль д’амур.
Окончил Брюссельскую консерваторию по классу скрипки Л. Ж. Меертса, изучал также композицию у Франсуа Жозефа Фети. Выступал как скрипач в Германии и Венгрии, а в 1863 г. обосновался в Париже, перейдя преимущественно на альт. Играл в оркестре Парижской оперы и Оркестре Падлу, затем, после непродолжительной работы в Лондоне в начале 1870-х гг., вернулся в Париж и в 1881—1895 гг. был первым альтом Оркестра Ламурё. Как ансамблист выступал в составе струнного квартета Мартена Марсика (с Гийомом Реми и Жюлем Дельсаром), участвовал и в разных других составах, в том числе в квартетах Виллема тен Хаве и Альбера Желозо. Исполнил премьеры обоих фортепианных квартетов Габриэля Форе, с участием автора в партии фортепиано — первого в 1880 г. (со скрипачом Овидом Мюзеном и виолончелистом Эрманно Мариотти), второго в 1887 г. (с Реми и Дельсаром) — и квинтета Сезара Франка (1880, с Марсиком, Реми и виолончелистом Ришаром Луа, партия фортепиано Камиль Сен-Санс). Вафельгему посвящена Венецианская серенада для альта и фортепиано Луи Теодора Гуви (1875). Был экзаменатором альтистов в Парижской консерватории (до появления в ней отдельного класса альта под руководством Теофиля Лафоржа).
Кроме того, Вафельгем был увлечён задачей возрождения виоль д’амур, в 1895 г. вместе с Дельсаром и Луи Дьемером входил в число основателей ансамбля «Общество старинных инструментов» (фр. Société des Instruments Anciens). Вафельгем занимался поиском забытой музыкальной литературы для этого инструмента, выполнил для него ряд переложений (в том числе «Лебедь» Камиля Сен-Санса).